# Keats (Band)
Keats war ein britisches Bandprojekt, das im Jahr 1983 ins Leben gerufen wurde und ganz wesentlich auf die Initiative von Eric Woolfson, dem Mitbegründer von The Alan Parsons Project, zurückging. Woolfson wollte den langjährigen Begleitmusikern die Gelegenheit bieten, aus dem Schatten der Project-Macher (er selbst und Alan Parsons) hervorzutreten und ein eigenes Bandprofil zu entwickeln.
Mitglieder bei Keats wurden David Paton, Ian Bairnson, Stuart Elliott sowie der auf mehreren Project-Platten zu hörende Sänger Colin Blunstone, ehemals bei den Zombies. Blunstone war es auch, der den Keyboarder Peter Bardens (von der Gruppe Camel) als fünftes Mitglied einführte.
Wenn man Toto als eine Superstar-Band ansieht, die aus den besten Session-Musikern der US-Studioszene bestand, dann gilt diese Beschreibung auch für Keats in England. Folglich ist das selbstbetitelte Album ein Meilenstein des zeitgenössischen Rocks, kombiniert mit dem talentierten Handwerk von Alan Parsons als Produzent. Die Zuhörerschaft der Keats-Musik empfand diese jedoch oft als zu technisch, zu emotionslos.
Der Musikstil orientierte sich sehr stark an den Alben von Alan Parsons Project, doch waren die Songs, die komplett von der Band selbst geschrieben worden waren, etwas geradliniger und meistens auch rockiger. Als es daranging, einen Namen für die Gruppe (und das Album) zu finden, wählte man einfach den Namen der Londoner Kneipe aus, in der sich einige Bandmitglieder allabendlich nach der Studioarbeit trafen: Keats. Der Name geht somit nicht direkt auf den englischen Dichter John Keats zurück. Produzent und Toningenieur der ersten und einzigen Platte wurde – wenig überraschend – Alan Parsons. Als Gastmusiker holte man mit dem Keyboarder und Saxophonisten Richard Cottle einen weiteren Project-Musiker.
Spannungen innerhalb der Band zwischen Paton, Bairnson und Elliott einerseits und Blunstone und Bardens andererseits sowie der kommerzielle Misserfolg führten 1984 zu einem raschen Ende von Keats.

## Diskografie
Single
- 1984: Turn your heart around / Ask No Questions
- 1984: Gira Tu Corazon Alrededor Mio / Avalancha – alternative Auskopplung aus Ecuador mit Turn your heart around / Avalanche
- 2011: Turn your heart around – Promo Single von Air Mail Archive aus Japan

Album
- 1984: Keats
- 1984: Keats – Kanadische Ausgabe mit dem Titel Give it up statt Hollywood Heart
- 1996: Keats – US-amerikanische Ausgabe mit Give it up und Hollywood Heart plus einem Interview mit Ian Bairnson und Alan Parsons zur Geschichte der Band
- 2015: Keats – Japanische SHM-CD Wiederveröffentlichung der Original LP
- 2020: Keats – US-amerikanische Ausgabe der Original LP auf Vinyl remastered, limitierte Edition